# Desert (группа)
Desert — израильская англоязычная пауэр-метал группа из Беэр-Шевы, основанная в 2002 году.

## История
Группа Desert была основана в 2002 году гитаристом Максом Шафранским в Беэр-Шеве. Беэр-Шева — деловая и культурная столица пустыни Негев. Отсюда и было взято название для группы — Desert (с англ. — «пустыня»).
В течение 2 лет группа существовала как любительский пауэр-метал-проект выходцев из стран бывшего СССР. В 2004 году к группе присоединяются вокалист Алексей Раймер и клавишник Олег Арюткин, приход которых повлёк за собой качественные и профессиональные преобразования в коллективе. Desert начала создавать свой уникальный стиль музыки, основой которого составляет традиционный хэви-пауэр-метал, окрашенный в более тёмные краски и впитавший в себя влияние таких направлений, как готик-, дарк- и даже дэт-метал. В последующие годы состав группы неоднократно меняется, и на смену ушедшим музыкантам в различное время приходят Сергей «Metalheart» Немиченицер (гитара), Сергей Дмитрик (бас) и Асаф Маркович (ударные).
В последующие годы группа выпускает демо-альбом «The Way To Honor» (2004) и EP «Prophecy Of The Madman» (2006), получившие высокие оценки и самые положительные отзывы в самых различных интернет-изданиях. В июне 2009 года группа отправилась в г. Виченца (Италия) в студию Remaster Studio, где под руководством продюсера и звукоинженера Nick Savio (WHITE SKULL, HOLLOW HAZE, CYBER CROSS) записывает свой дебютный полноформатный альбом «Star Of Delusive Hopes». Альбом был смикширован гитаристом группы King Diamond Энди Ла Роком в студии Sonic Train в г. Варберг, Швеция. Гостевое участие в альбоме принял и вокалист шведской группы Sabaton Йоаким Броден, исполнив партию вокала для песни «Lament For Soldier’s Glory». В июне 2010 года Desert подписывают контракт с греческим лейблом Sleazy Rider Records, на котором в январе 2011 года состоялся выход в свет альбома «Star Of Delusive Hopes». Альбом получил массу положительных отзывов от ведущих интернет изданий и самые положительные оценки музыкальных критиков.
За годы существования группа Desert дала множество концертов, как в Израиле, так и за рубежом, Группа выступает на различных сценах, как и небольших клубов, так и крупных фестивалей. В различное время группа делила сцену с такими командами, как Sabaton, Grave Digger, Stratovarius, Helloween, Draconian, Dream Evil, Rotting Christ и множество других.
В марте 2015 года группа выпустила свой второй альбом «Never Regret», который продолжил успех альбома «Star Of Delusive Hopes», и был назван альбомом года во многих журналах, среди которых европейский журнал Metal Hammer и российский журнал In Rock.
В октябре 2015 года гитарист Макс Шафрански покинул группу по личным причинам.
В 2019 году вышел альбом Fortune Favors The Brave, записанный при участии Криса Болтендаля, Георга Нойхаузера и Фабио дАморе.

## Факты
- В первом сингле «Lament for Soldier’s Glory» с альбома «Star Of Delusive Hopes», принял участие Йоаким Броден, вокалист шведской группы Sabaton.
- В альбоме «Never Regret» в песне «1812» принял участие Ральф Шиперс, вокалист немецкой группы Primal Fear.

## Дискография

### Студийные альбомы
- Prophecy Of The Madman (2006)
- Star Of Delusive Hopes (2011)
- Never Regret (2015)
- Fortune Favors The Brave (2019)
- Soul of a Wanderer — Revisited (2022)

### Синглы
- Lament for Soldier’s Glory (2010)
- Assassin’s Fate (2014)
- Never Regret (2015)
- A Cry from the Deep (2021)

## Состав
- Алексей Раймар —  вокал
- Олег Арюткин — клавишные
- Асаф Маркович — ударные

### Сессионные музыканты
- Йоаким Броден — вокал (тур 2010 года)

## Сайт
- Официальный сайт
- Интервью с Алексеем Раймаром для журнала Emuzon. Дата обращения: 4 февраля 2024. Архивировано из оригинала 7 июля 2015 года.